# Jorge Rafael Videla
Jorge Rafael Videla (2 tháng 8 năm 1925  – 17 tháng 5 năm 2013) là Tổng thống de facto của Argentina giai đoạn 1976 – 1981. Ông lên nắm quyền sau một cuộc đảo chính lật đổ Isabel Martínez de Perón. Sau sự trở lại của một chính phủ dân chủ đại diện, ông đã bị truy cứu về tội vi phạm nhân quyền và tội ác chống nhân loại quy mô lớn đã diễn ra dưới sự cai trị của ông, kể cả vụ bắt cóc hoặc sự mất tích cưỡng bức, tra tấn và giết người tràn lan đối với các nhà hoạt động, các đối thủ chính trị (hoặc thực sự, hoặc bị nghi ngờ hoặc bị cáo buộc) cũng như gia đình của họ, tại trại tập trung bí mật. Các cáo buộc cũng bao gồm các hành vi đánh cắp những đứa trẻ sinh ra trong thời gian mẹ chúng bị giam cầm tại các trung tâm giam giữ bất hợp pháp. Ông đã bị quản thúc tại gia cho đến ngày 10 tháng 10 năm 2008, khi ông đã được chuyển đến một nhà tù quân sự. Ngày 5 tháng 7 năm 2010, Videla đã hoàn toàn nhận trách nhiệm cho hành vi của quân đội trong thời gian cai trị của ông. "Tôi nhận trách nhiệm là quan chức quân sự cao nhất trong cuộc chiến nội bộ. Cấp dưới của tôi hành động theo lệnh của tôi," ông nói với một tòa án Argentina. Vào ngày 22 tháng 12 năm 2010, Videla đã bị kết án chung thân thụ án trong nhà tù dân sự về tội gây ra cái chết của 31 tù nhân sau cuộc đảo chính của đảo chính.